# Triptih Agate Schwarzkobler (film)
Triptih Agate Schwarzkobler je slovenski celovečerni dramski TV film iz leta 1997. Scenarij je napisan po istoimenskem romanu Rudija Šeliga. 
Film je digitalizirala Slovenska kinoteka v sodelovanju z RTV Slovenija. Nataša Barbara Gračner svojega lika ni videla kot žrtve.

### Zgodba
Pisarniško delavko Agato dopoldne nadleguje njen šef, popoldne v kinu pa njen fant. Na rečnem bregu spi z neznancem, ponoči pa v nedograjeni hiši doživi šok.

## Kritiki
Literarni zgodovinar Marjan Dolgan je napisal, da je Klopčič vedno rad izbiral odmevne literalne predloge, ki pa mu niso vedno ustrezale, saj so bili njegovi filmski portreti pogosto nepristni, teatralični in razgledniško olepšani. Omenil je zavlačevanje z uresničenjem ekranizacije. Opozoril je, da je zgodba Šeligovega romana sicer trivialna, sam način pripovedi pa ne. Ni mu bilo všeč, da je Klopčič v film vključil preveč spremenjen odlomek o Agatini kazni iz Visoške kronike, njegove dodatke je označil za ponesrečene. Med temi je omenil še kinematografsko predvajanje odlomka iz lastnega filma Sedmina s Snežano Nikšić v čolnu namesto v knjigi omenjenega Lani v Marienbadu Alaina Resnaisa (1961), kar izpade samovšečno in pričakovano slovensko domačijsko. Kot zgrešeno je označil tudi spremembo črnolase Agate v sinjeoko svetlolasko ter posledično razvrednotenje pomena njenih črnih las v različnih življenjskih situacijah (npr. šok ob spolnem aktu, ko razpade njen urejeni črni lasni šlem) in odstranjen kontrast med črnimi lasmi in belo obleko. Opazil je, da Klopčič ni vizualno razdelil dneva na tri dele (dopoldan, popoldan in noč) in opisal detajlov Agatinega telesa. Predvajanje Sedmine ga je spomnilo na to, da je Klopčič pred leti obvladal eksperimentiranje z barvami in ugibal o razlogih za popuščanje. Zbodel ga je zapis na koncu filma, da so dialogi Šeligovo delo, saj so ti predolgi in pogosto odvečni. Nepotrebna se mu je zdela tudi neposredna družbena kritika, ki ni bila značilna za roman. Njegova končna sodba je bila, da je Klopčič svojevrstno prozno delo degradiral v trivialen TV film.
Peter Kolšek se je vprašal, zakaj se je Klopčič lotil ekranizacije zahtevnega besedila trideset let po nastanku, ko okoliščin njegovega nastanka ni več. Kot možno razlago je navedel njegovo obsedenost z žensko temo. Napisal je, da je Agata v romanu razosebljena stvar v breosebnem uradu, v filmu pa objekt ideologije s kafkovskimi nastavki, zaradi česar v 1. delu filma ni več žrtev zgodovinske ženske usode, ampak točno določenega totalitarizma. Pomislil je tudi na new age, na kar nakazuje poimenovanje delov filma po zraku, vodi in ognju. Klopčičevo Agato je videl kot dvojno bitje, ki želi z iracionalnim in čarovniškim prevladati nad moškim svetom. Opazil je, da je Šeligo pri kuhanju kave v prvem delu uporabil zaplet iz svoje drame Čarovnica iz Zgornje Davče. Delitev filma na tri dele po zgledu romana se mu je zdela neprepričljiva. Natašo Barbaro Gračner je pohvalil kot odlično nadaljevanje in dopolnilo Klopčičevih žensk. Zaključil je, da filmu manjka zemeljska dimenzija in sicer jasno definiran naslovnik, vendar je dodal, da je film kljub strukturni nečistosti čist in pritegljiv film.
Denis Valič je napisal, da je film morda eno Klopčičevih temeljnih del, čudoviti poklon »njegovim« ženskim likom in kompleksna avdiovizualna pripoved, ki v času nastanka ni požela odobravanja in je kljub drugačnim Klopčičevim pričakovanjem ostala na televizijskem formatu.

## Zasedba
- Nataša Barbara Gračner: Agata
- Vlado Novak: šef
- Ludvik Bagari
- Polde Bibič
- Barbara Cerar
- Maruša Geymayer Oblak
- Tomaž Gubenšek
- Judita Zidar

## Ekipa
- fotografija: Tomislav Pinter
- glasba: Lojze Lebič
- montaža: Andreja Bolka
- scenografija: Andrej Stražišar
- kostumografija: Marija Kobi

## Nagrade
- 6. Slovenski filmski maraton 1997: Stopova nagrada za igralko leta: Nataša Barbara Gračner

(žirija revije Stop: Boštjan Hladnik, predsednik, in člana Jelka Stergel, direktorica Film Art Festa v Ljubljani in Miha Bruh, pomočnik glavnega in odgovornega urednika revije Stop)